# Nederlandse kampioenschappen schaatsen afstanden 1996 - 3000 meter vrouwen
De 3000 meter vrouwen op de Nederlandse kampioenschappen schaatsen afstanden 1996 werd gereden in december 1996, in ijsstadion Kardinge in Groningen. Er namen veertien schaatssters deel, maar Renate Groenewold startte uiteindelijk niet.
Carla Zijlstra was titelverdedigster na haar zege tijdens de NK afstanden 1995.

## Statistieken

### Uitslag
| #      | Schaatser            | tijd    |
| ------ | -------------------- | ------- |
| Goud   | Tonny de Jong        | 4.37,42 |
| Zilver | Barbara de Loor      | 4.39,57 |
| Brons  | Sandra 't Hart       | 4.40,40 |
| 4      | Marianne Timmer      | 4.45,32 |
| 5      | Marieke Wijsman      | 4.45,52 |
| 6      | Frouke Oonk          | 4.50,76 |
| 7      | Martine Oosting      | 4.51,60 |
| 8      | Sandra de Ronde      | 4.51,70 |
| 9      | Marja Vis            | 4.53,82 |
| 10     | Marijke Kulik        | 4.58,26 |
| 11     | Antoinette Voskuil   | 5.01,79 |
| 12     | Kirsten Mooy         | 5.01,92 |
| DSQ    | Floor van Slochteren | ––––––  |
| DNS    | Renate Groenewold    | ––––––  |